# Guacara (Venezuela)
Guacara é uma cidade da Venezuela localizada no estado de Carabobo. Guacara é a capital do município de Guacara.